# Шугар-Буш-Ноллс (Огайо)
Шугар-Буш-Ноллс (англ. Sugar Bush Knolls) — селище (англ. village) в США, в окрузі Портадж штату Огайо. Населення — 217 осіб (2020).

## Географія
Шугар-Буш-Ноллс розташований за координатами 41°12′12″ пн. ш. 81°21′4″ зх. д. / 41.20333° пн. ш. 81.35111° зх. д. (41.203218, -81.350993).  За даними Бюро перепису населення США в 2010 році селище мало площу 0,60 км², з яких 0,55 км² — суходіл та 0,04 км² — водойми.

## Демографія
Згідно з переписом 2010 року, у селищі мешкало 177 осіб у 69 домогосподарствах у складі 52 родин. Густота населення становила 296 осіб/км².  Було 74 помешкання (124/км²).
Расовий склад населення:
| - 91,5 % — білих - 2,3 % — азіатів - 1,1 % — чорних або афроамериканців - 0,6 % — корінних американців - 1,1 % — осіб інших рас |

До двох чи більше рас належало 3,4 %. Частка іспаномовних становила 2,3 % від усіх жителів.
За віковим діапазоном населення розподілялося таким чином: 17,5 % — особи молодші 18 років, 62,7 % — особи у віці 18—64 років, 19,8 % — особи у віці 65 років та старші. Медіана віку мешканця становила 51,6 року. На 100 осіб жіночої статі у селищі припадало 92,4 чоловіків;  на 100 жінок у віці від 18 років та старших — 87,2 чоловіків також старших 18 років.
Середній дохід на одне домашнє господарство  становив 118 597 доларів США (медіана — 98 214), а середній дохід на одну сім'ю — 148 361 долар (медіана — 125 625). За межею бідності перебувало 2,4 % осіб, у тому числі 0,0 % дітей у віці до 18 років та 0,0 % осіб у віці 65 років та старших.
Цивільне працевлаштоване населення становило 90 осіб. Основні галузі зайнятості: освіта, охорона здоров'я та соціальна допомога — 37,8 %, фінанси, страхування та нерухомість — 15,6 %, мистецтво, розваги та відпочинок — 13,3 %, науковці, спеціалісти, менеджери — 12,2 %.